# Philipp von Boeselager
Philipp Freiherr von Boeselager (Burg Heimerzheim in Heimerzheim, 6 september 1917 - Burg Creuzburg in Altenahr, 1 mei 2008) was een Duitse militair, verzetsstrijder, bosbouwer en bosbeschermer.

## Levensloop

### Achtergrond
Afkomstig uit een adellijke, rooms-katholieke familie uit het Rijnland, wilde hij na de middelbare school rechten gaan studeren om daarna een betrekking in de buitenlandse diplomatieke dienst te vinden. Omdat hij daarmee de belangen van het hem niet-welgezinde nazi-Duitsland zou moeten vertegenwoordigen, begaf hij zich op raad van zijn grootvader in 1936 in de cavalerie van de Wehrmacht, waarin hij uiteindelijk de rang van majoor zou bereiken.

### Tweede Wereldoorlog
Tijdens de Tweede Wereldoorlog werd Von Boeselager in 1942 ordonnansofficier van generaal-veldmaarschalk Günther von Kluge. Tot dan had hij zich afzijdig gehouden van verzetsactiviteiten tegen het regime van Hitler. Dat veranderde toen hij merkte dat de misdaden die door SS-eenheden en dergelijke tegen Joden, zigeuners en de Russische bevolking van Oost-Europa werden gepleegd, geen loze praatjes of incidentele gevallen betroffen maar een welbewust beleid was van nazi-Duitsland. De eerste keer dat hij hier officieel van hoorde, was toen SS-Obergruppenführer Erich von dem Bach-Zelewski in juni 1942 bij een ontmoeting met generaal-veldmaarschalk Von Kluge waarbij ook hij aanwezig was, meedeelde dat alle Joden en zigeuners die in hun handen vielen, werden doodgeschoten. Von Boeselager begon zich te bezinnen op mogelijkheden tot verzet en zocht op voorzichtige wijze naar gelijkgezinden. Zo kwam hij in contact met Henning von Tresckow, die samen met andere Duitse officieren een verzetsgroep tegen Hitler had opgezet. Ook zijn broer Georg von Boeselager behoorde hiertoe.
Als lid van deze militaire verzetsgroep kwam Von Boeselager tweemaal tegen Hitler in actie.
De eerste keer vond plaats in maart 1943 toen Hitler tezamen met SS-leider Heinrich Himmler het oostfront kwam bezoeken. Tijdens het diner in Smolensk zou een groepje officieren beiden doodschieten, Von Boeselager zou een van degenen zijn die op Hitler zou mikken. Boeselager bezat nog steeds het Walther-pistool dat hem gegeven was, om Hitler te vermoorden.
 Omdat Himmler afzegde, gelastte Von Kluge (deze zat ook in het complot) de aanval af omdat hij bang was dat er anders een oorlog tussen de Wehrmacht en de SS zou uitbreken.
De tweede keer vond plaats in juli 1944. Het plan was een bom te plaatsen in het hoofdkwartier van Hitler in Oost-Pruisen, de Wolfsschanze. Von Boeselager, herstellende van zware verwondingen die hij aan het oostfront had opgelopen, bracht de explosieven per vliegtuig aan generaal Hellmuth Stieff in de Wolfsschanze. Von Boeselager vertrok weer naar het front en Stieff gaf het explosieve materiaal aan Claus Schenk von Stauffenberg. Deze plaatste de betreffende bomkoffer op 20 juli 1944 in het hoofdkwartier. Omdat een officier deze later achter een dikke tafelpoot verzette, doodde de explosie Hitler niet. Een groot deel van de samenzweerders werd opgepakt en ter dood gebracht. Von Boeselager ontsprong de dans doordat andere complotplegers zijn naam ondanks martelingen niet prijs gaven. Hierdoor wist hij de oorlog heelhuids te overleven.

### Na de oorlog
Na de oorlog trouwde hij in 1948 met Rosa Maria Gräfin von Westphalen zu Fürstenberg en studeerde hij rechten en economie. In tal van organisaties was hij actief als bosbeschermer (hij bezat zelf een bosbedrijf) en trad in de jaren vijftig als adviseur van de West-Duitse Bundeswehr op. In 1953 was hij medeoprichter van de katholieke Maltezer Hulpdienst en in 1963 medeoprichter van de Duitse afdeling van het Wereld Natuur Fonds.
Als uitvloeisel van zijn katholieke geloofsovertuiging kwam hij op voor de bescherming van het ongeboren leven en keerde hij zich tegen abortus. Toen in 1993 in Duitsland een compromis werd bereikt over het toestaan van abortus zegde hij zijn lidmaatschap van de CDU op. Ook zette hij zich in voor de politieke bewustwording van met name de Duitse jeugd en riep hij hen op hun verantwoordelijkheid te nemen en de weg van de democratie in te slaan.
Philip von Boeselager was dikwijls te gast bij openbare aangelegenheden betreffende de herdenking van de wandaden van de Tweede Wereldoorlog en werd veelvuldig op radio en televisie hierover geïnterviewd. Als laatst overgebleven deelnemer aan het complot van 20 juli 1944 tegen Hitler overleed hij op negentigjarige leeftijd.
Zijn kleinzoon Damian is een van de oprichters van Volt Europa en is voor die partij tot lid van het Europees parlement verkozen.

## Militaire loopbaan
- Fahnenjunker: 1936[2]
- Leutnant: 1938[2]
- Oberleutnant: 1941[2]
- Rittmeister: 1943[2]
- Major: 1944[2]
- Oberstleutnant: 1945[2]

## Decoraties
- Ridderkruis van het IJzeren Kruis (uitgereikt door zijn broer Georg) in 1944 als Major en commandant van het I. / Kavallerie-Regiment Mitte / 3. Kavallerie-Division[3][2]
- IJzeren Kruis 1939, 1e Klasse (1941) en 2e Klasse (1940)[3][2]
- Gewondeninsigne 1939 in zilver in 1944[2][3]en zwart
- Medaille Winterschlacht im Osten 1941/42[2][3]
- Allgemeines Sturmabzeichen[2][3]
- Nahkampfspange in zilver[2]en brons[3]
- Ehrenblatt des Heeres op 5 januari 1944[3]- 15 januari 1944[2]
- Anerkennungsurkunde des Oberbefehlshabers des Heeres für hervorragende Leistungen auf dem Schlachtfeld op 27 september 1943[2]
- Grootkruis in de Orde van Verdienste van de Bondsrepubliek Duitsland in 1989
- Officier in het Legioen van Eer in 2004

## Boek
- Wij wilden Hitler vermoorden: de laatste overlevenden van Operatie Walküre, 20 juli 1944, met Florence Fehrenbach en Jérôme Fehrenbach, 2008, 216 p., Balans - Amsterdam, ISBN 978-90-5018-948-4 (vertaling van: Nous voulions tuer Hitler)